# Mount Gilbert (British Columbia)
Der Mount Gilbert ist ein 3124 m hoher Berg mit einer Schartenhöhe von 484 m, in den Southern Pacific Ranges der Coast Mountains im Südwesten der kanadischen Provinz British Columbia. Er liegt im Strathcona Regional District, am Zusammenfluss von Bishop River und Southgate River und westlich des Compton Névé, eines großen Eisfeldes, sowie südlich des Homathko Icefield, eines weiteren großen Eisfeldes.
Der Berg ist zu Ehren von Sir Humphrey Gilbert benannt, eines britischen Seefahrers und Halbbruders von Sir Walter Raleigh. Der diesem benannt Mount Raleigh liegt als nächsthöherer Gipfel nahebei und ist nur die 484 m tiefe Scharte von ihm getrennt.